# Dietyleter

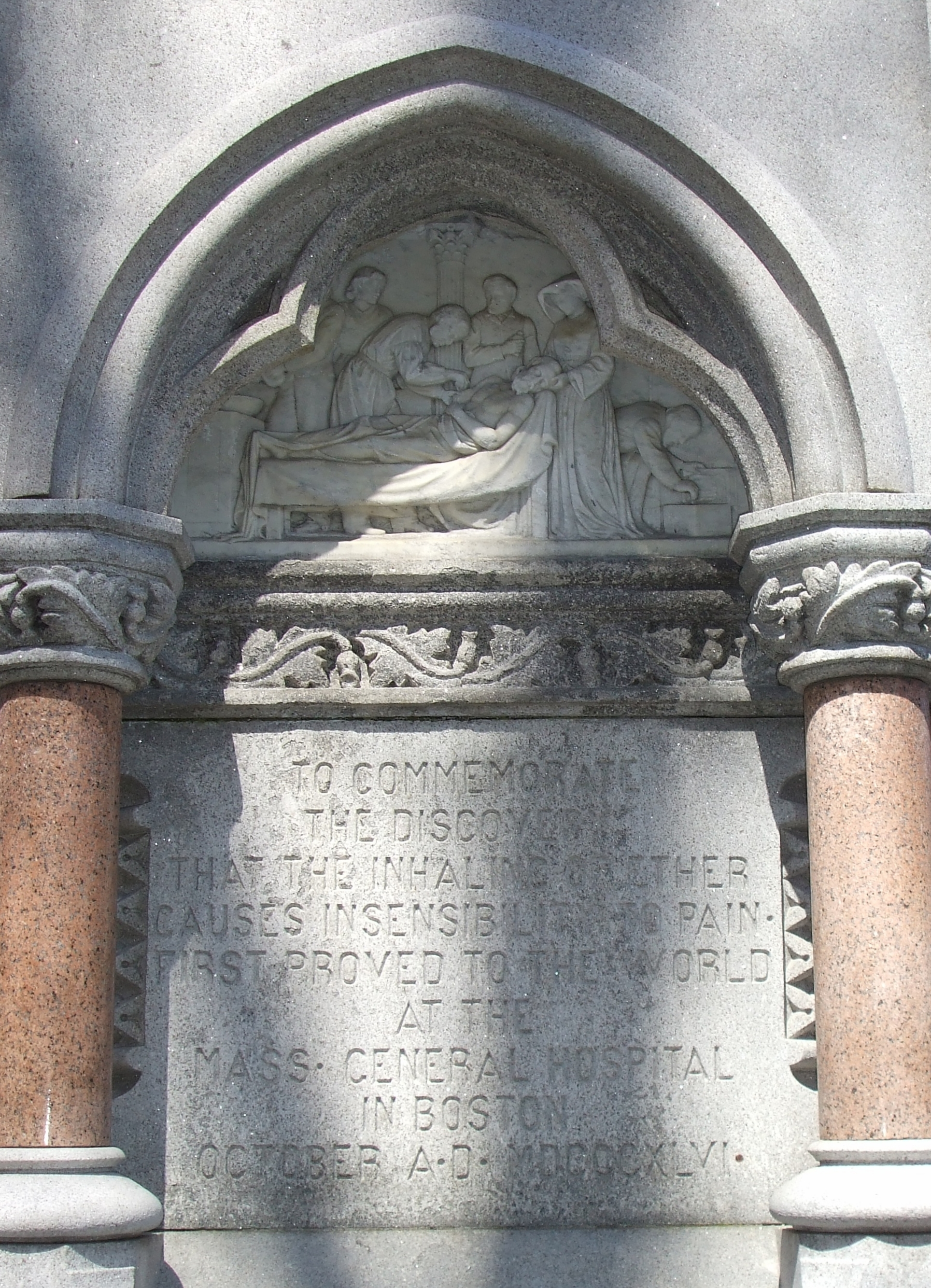
Monument i Boston till minne av William T. G. Mortons demonstration av eters bedövande egenskaper.

Dietyleter, vardagligt oftast endast benämnt eter (ej att förväxla med andra etrar), är en vätska med den kemiska beteckningen (C2H5)2O, som också kan kallas etoxietan. Dietyleter tillhör den organiska ämnesklassen etrar.

## Historia
Alkemisten Raimundus Lullus anses ha upptäckt föreningen 1275, trots att det inte finns några samtida bevis för detta. Den syntetiserades första gången 1540 av Valerius Cordus, som kallade den "söt vitriololja" (oleum dulci vitrioli), och noterade några av dess medicinska egenskaper.  Ungefär samtidigt upptäckte Theophrastus Bombastus von Hohenheim, mer känd som Paracelsus, eters smärtstillande egenskaper. Namnet eter fick ämnet 1730 av den tyske alkemisten August Siegmund Frobenius.

## Framställning
Dietyleter framställs huvudsakligen som en biprodukt vid tillverkning av etanol genom hydratisering av eten med vattenånga.
{\displaystyle {\rm {2\ C_{2}H_{4}+H_{2}O\rightarrow (C_{2}H_{5})_{2}O}}}
Dietyleter kan också framställas genom kondensation av etanol i gasform med aluminiumoxid som katalysator.
{\displaystyle {\rm {2\ C_{2}H_{5}OH\ {\xrightarrow {Al_{2}O_{3}}}\ (C_{2}H_{5})_{2}O+H_{2}O}}}
Reaktionen måste ske vid temperaturer under 150 °C för att etanolen inte ska kondenseras till eten i stället.

## Egenskaper
Eter är en klar, färglös, mycket flyktig, lättantändlig vätska med säregen doft och brännande smak. Den är löslig i vatten och kan blandas i alla förhållanden med alkohol, kloroform, aceton, bensen, bensin samt feta och eteriska oljor. Både eter och eterånga är mycket eldfarliga och brinner lugnt med en kraftigt lysande låga.

## Användning
Eter var ett av de första narkosmedlen och användes första gången 1842 av läkaren Crawford Long för att söva en patient medan han opererade bort en tumör från patientens nacke.
William T. G. Morton var en amerikansk tandläkare som anges vara den första som offentligt visade användningen av inhalerad eter som kirurgisk bedövning. Detta skedde den 16 oktober 1846, i nuvarande museilokalen Ether Dome, på Massachusetts General Hospital i Boston, Massachusetts, USA.